# Ligne 17 du métro de Paris
La ligne 17 du métro de Paris est une ligne en construction du réseau métropolitain de Paris, inscrite dans le projet global du Grand Paris Express. En 2030, elle relierait Le Mesnil-Amelot à Saint-Denis Pleyel, en passant par la Plaine Saint-Denis, l'aéroport du Bourget et l'aéroport de Paris-Charles-de-Gaulle.

Schéma de la ligne (en 2030).

## Histoire

### Évolution du projet

Situation de la ligne dans le cadre du Grand Paris Express.

La ligne 17 est issue du projet de réseau de transports publics du Grand Paris, présenté par le président de la République Nicolas Sarkozy en 2009. Ce projet prévoyait une ligne reliant l'aéroport de Paris-Charles-de-Gaulle à l'aéroport de Paris-Orly en passant par La Défense, Versailles et le plateau de Saclay. Lors de la fusion du réseau de transport du Grand Paris avec le projet Arc Express, porté par le Syndicat des transports d'Île-de-France (STIF), la desserte de l'aéroport Charles-de-Gaulle est reprise par une section de la ligne rouge du Grand Paris Express, avant que celle-ci ne soit revue en 2013 pour faire émerger les lignes 16 et 17 de manière autonome.
Le tracé projeté est d'environ 20 km majoritairement en souterrain et pour 5,4 km en aérien sur les communes de Gonesse, Villepinte et Tremblay-en-France, ainsi que sur 600 mètres du tronçon terminal au Mesnil-Amelot.
Les interrogations au sujet du financement du Grand Paris Express amènent cependant à une remise en question de la nécessité de la desserte de l'aéroport par une nouvelle ligne de métro, avant que le projet ne soit finalement confirmé par Jean-Marc Ayrault le 6 mars 2013. Néanmoins, afin de réduire les coûts de construction et d'exploitation, il est décidé d'équiper la ligne de métros plus courts que les rames longues de 120 mètres initialement prévues.
Pour le maire de Gonesse Jean-Pierre Blazy, c'est l'entregent d'EuropaCity qui a permis d'obtenir une gare au Triangle de Gonesse. L'élu indique : « Les représentants d’EuropaCity avaient beaucoup de soutien et ils nous ont permis de faire entendre au gouvernement que cette gare devait voir le jour. Et de l’obtenir ».
La concertation sur le tronçon sud de la ligne 17, entre Saint-Denis Pleyel et Le Bourget RER, commun avec la ligne 16, s'est déroulée du 18 novembre au 18 décembre 2013. Le dossier d’enquête publique du projet a été transmis, le 7 mars 2014, à l’Autorité environnementale. L'enquête publique se déroule du 13 octobre au 24 novembre 2014. La commission d'enquête a remis, le 9 février 2015, un avis favorable unanime. La construction du tronçon a été déclarée d'utilité publique le 28 décembre 2015.
La concertation sur le tronçon nord de la ligne 17, entre Le Bourget RER et Le Mesnil-Amelot, se déroule du 20 novembre au 20 décembre 2014. Le dossier d'enquête publique a été transmis au préfet de région par la SGP à l'été 2015, pour une enquête publique qui s'est déroulée du 25 avril au 31 mai 2016. La déclaration d'utilité publique a été signée le 14 février 2017.
Dans son avis rendu public en janvier 2018, l'Autorité environnementale du CGEDD estime qu'une nouvelle actualisation de l'étude d'impact apparaît nécessaire celle-ci comportant des « lacunes importantes » concernant notamment l'impact cumulé de différents projets sur le triangle de Gonesse, l'impact des bases travaux, le traitement des eaux de chantier et d'exhaure, l'impact sur l'hydrologie et l'habitat de certaines espèces rares.

### Contestations du projet
En septembre 2019, une concertation est lancée par le Gouvernement sur l'opportunité de réaliser le projet EuropaCity. À cette occasion, des doutes resurgissent sur l'opportunité de la ligne 17 où, selon Le Monde, « de nombreux experts, y compris au sein du ministère des Transports, ont toujours considéré cette ligne comme une hérésie en raison de ses faibles prévisions de trafic ». La remise en cause du centre commercial viendrait encore en amoindrir l'intérêt. Du fait de la remise en cause possible de ce projet, la FNAUT demande en octobre 2019 le gel immédiat des travaux de cette ligne, dont le dirigeant de Ceetrus Vianney Mulliez reconnaît que « sans EuropaCity, la ligne 17 ne sera pas rentable »[Information douteuse].
Saisi par France Nature Environnement et le Collectif pour le Triangle de Gonesse, le tribunal administratif de Montreuil ordonne le 15 novembre 2019 la suspension des travaux pendant un an. La Justice considère que deux irrégularités entachaient l'autorisation environnementale délivrée par les préfets de la Seine-Saint-Denis, de Seine-et-Marne et du Val-d'Oise : une étude insuffisante des « incidences cumulées du projet de la ligne 17 nord, qui comporte la création de la gare du Triangle de Gonesse et du projet de ZAC du même nom » et le fait que l'arrêté interpréfectoral autorise la perturbation, voire la destruction, de sites de reproduction de 27 espèces aviaires protégées, sans mesures de compensations suffisantes. Estimant que « ces lacunes sont susceptibles d'être régularisées », le délai de suspension doit permettre de déterminer des mesures de compensation des atteintes aux espèces protégées. La suspension concerne les travaux devant être effectués autour du Triangle de Gonesse, de la gare du Parc des Expositions à Villepinte, des ouvrages de Tremblay-en-France et de la station du Mesnil-Amelot, mais ceux nécessaires à la construction de la nouvelle station du Bourget - Aéroport,  dont les travaux sur le puits de départ du tunnel à Bonneuil-en-France, peuvent se poursuivre.
Cette décision est annulée par la cour administrative d’appel de Versailles le 19 novembre 2020.
Après l'annonce par la ministre de la Transition écologique Barbara Pompili en février 2021 de l'abandon du projet de terminal 4 à l'aéroport de Paris-Charles-de-Gaulle et alors qu'Europa City l'avait été l'année précédente, des associations d'usagers des transports appellent à réinterroger l'opportunité de la ligne 17,. Si le projet de terminal 4 de l’aéroport Charles-de-Gaulle est abandonné parce qu'il est obsolète au sens écologique (en ne répondant pas suffisamment aux objectifs de lutte contre le réchauffement climatique) et parce que la pandémie de Covid-19 a entraîné une forte baisse du trafic aérien, l'utilité et la rentabilité de la ligne 17 seront compromises. En octobre 2024, la SGP abandonne officiellement cette station.
En 2022, devant l'échec que représente pour eux la poursuite du chantier, les opposants se concentrent sur l'abandon de la section nord de la ligne au-delà du Parc des Expositions.

### Coût du projet
Selon l'enquête publique organisée en 2016 (avant la réévaluation prévue en 2018), le coût d’investissement de la ligne 17 est estimé à 2,666 milliards d'euros hors taxes et aux conditions économiques de janvier 2012, hors matériel roulant estimé à 92 millions d'euros.

### Mise en service
Sous réserve des implications engendrées par la décision de suspension de certains travaux pendant un an, ordonnée le 15 novembre 2019 par le tribunal administratif de Montreuil, la ligne 17 devrait être mise en service selon les étapes suivantes :
- à l'automne 2026, pour le tronçon de Saint-Denis Pleyel à Le Bourget - Aéroport ;
- à l'horizon 2028, pour le tronçon de Le Bourget - Aéroport à Parc des Expositions ;
- à l'horizon 2030, pour le tronçon de Parc des Expositions au Mesnil-Amelot.

Dans le cadre des Jeux olympiques d'été de 2024, il avait été envisagé d'ouvrir la station Le Bourget - Aéroport en même temps que le tronc commun avec la ligne 16 mais les retards liés notamment à pandémie de Covid-19 n'ont pas permis d'ouvrir cette section à temps désormais attendue pour l'automne 2026.

### Travaux
En janvier 2019 le premier des trois lots de travaux de génie civil de la ligne 17 (comprenant notamment deux stations, 6 kilomètres de tunnel) est attribué au groupement d’entreprises européennes « Avenir ». Ce groupement est constitué de : Demathieu Bard Construction (mandataire), Impresa Pizzarotti & C. S.P.A., Implenia France SA, Implenia Suisse SA, Implenia Spezialtiefbau GmbH, BAM Contractors, GALERE, Wayss & Freytag Ingenieurbau AG (cotraitants).
Après des travaux préparatoires en 2018 et 2019, la construction de la station Le Bourget - Aéroport commence à l'été 2019. La livraison de la ligne est prévue en 2024 jusqu'au Bourget - Aéroport et en 2027 jusqu'à Gonesse. Cependant, en novembre 2019, le tribunal administratif de Montreuil ordonne la suspension des travaux pendant un an, décision annulée un an plus tard.
La Société du Grand Paris annonce le lancement de la construction de la station aérienne Parc des Expositions lors de ses vœux 2022.
En avril 2022, le deuxième lot de travaux de génie civil de la ligne (5,5 kilomètres  de section aérienne comprenant notamment la réalisation de la station Parc des Expositions, de quatre ouvrages en remblai ainsi que de trois viaducs) est attribué au groupement d’entreprises de NGE Génie Civil, mandataire, avec pour cotraitants NGE Bâtiment, CIMOLAI, NGE Fondations et GUINTOLI Grands Projets.
En 2025, le viaduc de la ligne 17 après être passé au dessus de la ligne B du RER en avril, passe au dessus des autoroutes A1 et A3 en mai

### Tunneliers
| no | Nom de baptême | Début des travaux        | Début des travaux | Fin                            | Fin              | Distance (km) | Notes                                                 |
| no | Nom de baptême | Point d’entrée           | Date              | Point de sortie                | Date             | Distance (km) | Notes                                                 |
| -- | -------------- | ------------------------ | ----------------- | ------------------------------ | ---------------- | ------------- | ----------------------------------------------------- |
| 1A | Florence       | Puits Flandres (Gonesse) | Décembre 2020     | Ouvrage Rolland (Le Bourget)   | 17 avril 2022    | 3,4           | Ancien tunnelier Steffie-Orbival. Creusement terminé. |
| 1B | Florence       | Gonesse                  | février 2023      | Puits Flandres (Gonesse)       | 7 septembre 2023 | 2,7           | Creusement terminé.                                   |
| 2  | Virginie       | Le Mesnil-Amelot         | Fin 2024          | Tranchée de Tremblay-en-France | Fin 2026         | 6,0           | Ancien tunnelier Maud de la ligne 16                  |

## Tracés et stations

### Tracé

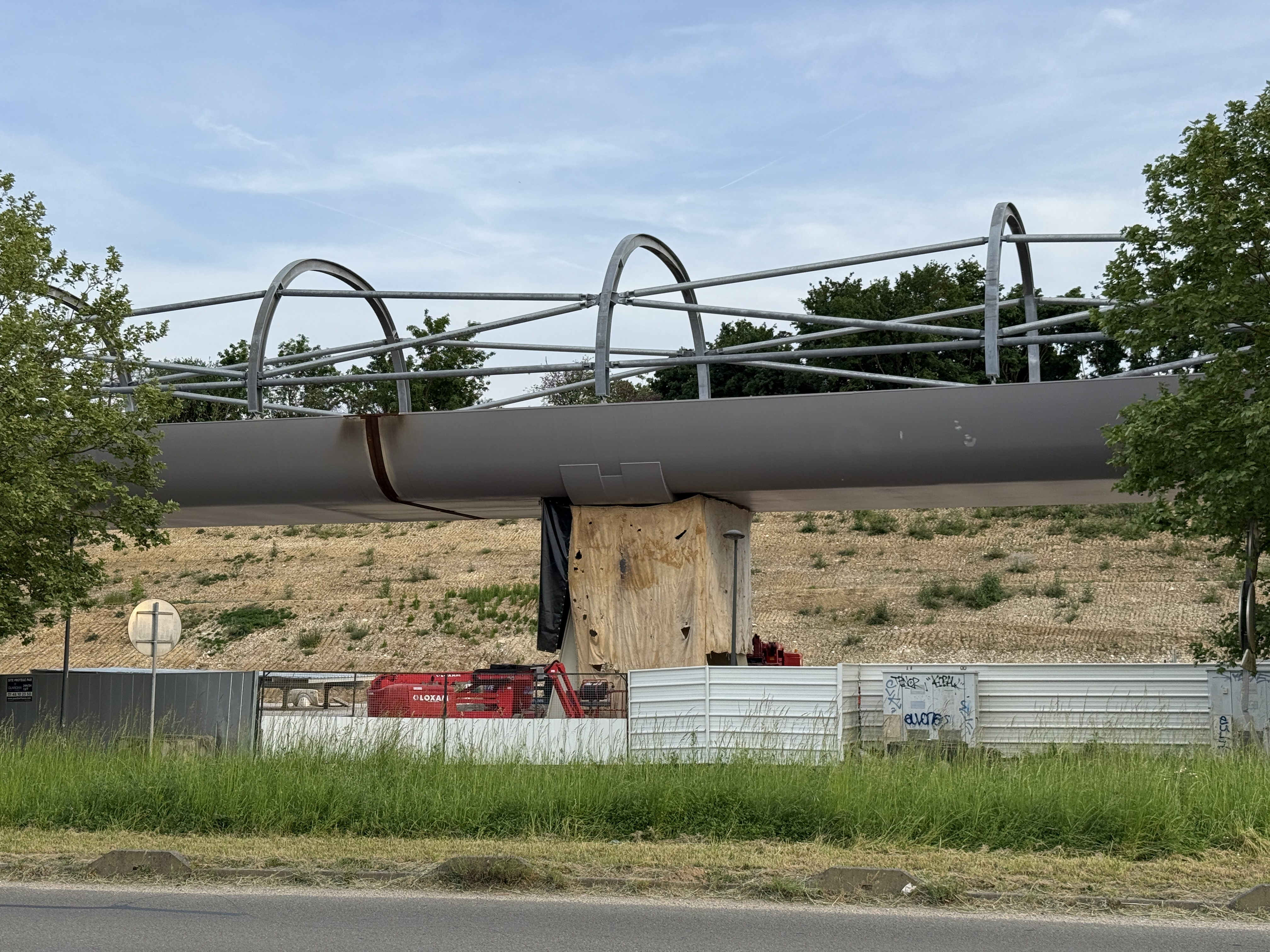
Le viaduc près du circuit Carole.

La ligne 17 du métro doit relier le bassin d'emploi de Plaine Commune à l'aéroport Charles-de-Gaulle. Il sera possible de rejoindre ce dernier depuis Paris notamment par une correspondance avec la ligne 14 à Saint-Denis Pleyel.
La ligne naît en souterrain sur la commune de Saint-Denis en Seine-Saint-Denis à la station Saint-Denis Pleyel. Elle partage alors les mêmes voies que la ligne 16. La station est en correspondance avec la ligne 13 (via un cheminement piéton), la ligne 14, la ligne 15 (correspondance quai à quai avec la ligne 15 en direction de Noisy - Champs sur le quai de départ) et le RER D via le franchissement urbain Pleyel. Des raccordements permettent les échanges de matériel avec la ligne 15.
La ligne, parallèle à la ligne 15, passe sous le faisceau ferroviaire de la gare de Paris-Nord, puis l'Avenue du Président-Wilson et le tunnel du Landy, puis suit l'avenue François-Mitterrand. Elle longe la gare de La Plaine - Stade de France et la station Stade de France de la ligne 15 avant d'obliquer vers le nord-est. Elle dessert à La Courneuve la station La Courneuve - Six Routes également desservie par la ligne 16 et le tramway T1 puis se dirige vers l'est vers Le Bourget pour venir se placer parallèlement à la ligne de La Plaine à Hirson et desservir la station Le Bourget en correspondance avec le RER B et le tramway T11. Cette station possède quatre voies encadrant deux quais en îlot car c'est à cet endroit que se séparent les lignes 16 et 17 (les trains de la ligne 17 s'arrêtent sur les voies extérieures).
Chaque voie se retrouve maintenant dans un tunnel unique obliquant vers le nord. La voie en direction du nord passe sous la ligne 16 avant que les deux voies ne se rejoignent et se dirigent vers le nord-est parallèlement à la D932 avant de desservir Le Bourget - Aéroport. La ligne longe la RD932 et la D917/D317 et les pistes de l'aéroport du Bourget puis entre sur la commune de Gonesse et se dirige vers l'est où se trouve la station Triangle de Gonesse.
La ligne devient alors aérienne et franchit les autoroutes A1 et A3 tout en longeant l'autoroute A104. Elle dépasse le raccordement avec le centre de maintenance d'Aulnay-sous-Bois, commun avec la ligne 16, puis oblique vers le nord le long des voies du RER B avant de desservir la station Parc des Expositions à Villepinte en correspondance avec le RER B.
Le viaduc repart ensuite vers l'est en longeant la D40 puis la ligne redevient souterraine et contourne Tremblay-en-France par le nord. Le tunnel vient se placer parallèlement à la LGV Interconnexion Est et passe sous les pistes de l'aéroport de Paris-Charles-de-Gaulle. La ligne arrive à la station Aéroport Charles-de-Gaulle 2 TGV située parallèlement à la gare SNCF et à la station du CDGVAL sous le terminal 2. Elle passe ensuite sur le site qui était prévu pour la station Aéroport Charles-de-Gaulle Terminal 4 qui aurait desservi le terminal du même nom puis se dirige vers le nord-est pour arriver au terminus aérien Le Mesnil-Amelot.

### Liste des stations
|  |   |  | Station                            | Coordonnées                 | Communes                            | Correspondance                                                                 |
|  | - |  | ---------------------------------- | --------------------------- | ----------------------------------- | ------------------------------------------------------------------------------ |
|  | ■ |  | Le Mesnil-Amelot                   | 49° 01′ 32″ N, 2° 35′ 45″ E | Le Mesnil-Amelot                    |                                                                                |
|  | • |  | Aéroport Charles de Gaulle 2e gare | 49° 00′ 36″ N, 2° 34′ 14″ E | Le Mesnil-Amelot Mauregard          | Station abandonnée.                                                            |
|  | • |  | Aéroport Charles-de-Gaulle 2 TGV   | 49° 00′ 17″ N, 2° 34′ 13″ E | Le Mesnil-Amelot Tremblay-en-France | CDGVAL En construction : CDG Express                                           |
|  | • |  | Parc des Expositions               | 48° 58′ 29″ N, 2° 30′ 56″ E | Villepinte                          | (RER) · (B)                                                                    |
|  | • |  | Gonesse                            | 48° 58′ 42″ N, 2° 28′ 33″ E | Gonesse                             |                                                                                |
|  | • |  | Le Bourget - Aéroport              | 48° 56′ 48″ N, 2° 26′ 10″ E | Dugny, Le Bourget                   |                                                                                |
|  | • |  | Le Bourget                         | 48° 55′ 50″ N, 2° 25′ 20″ E | Le Bourget, Drancy                  | En construction : envisagé :                                                   |
|  | • |  | La Courneuve - Six Routes          | 48° 55′ 45″ N, 2° 23′ 03″ E | La Courneuve                        | En construction :                                                              |
|  | ■ |  | Saint-Denis Pleyel                 | 48° 55′ 03″ N, 2° 20′ 48″ E | Saint-Denis                         | (Carrefour Pleyel) En construction : envisagé: (Stade de France - Saint-Denis) |

## Ateliers
L'atelier de maintenance sera situé à Aulnay-sous-Bois et sera raccordé au tracé principal entre les stations Triangle de Gonesse et Parc des Expositions. Il sera également relié à la ligne 16 entre les stations Parc du Blanc-Mesnil et Aulnay Val Francilia. Le site effectuera la maintenance du matériel roulant et de la voie. Il accueillera également le PCC des lignes 16 et 17.

## Exploitation de la ligne

### Contrat
Avec les lignes 15, 16 et 18, la ligne 17 sera l'une des premières du réseau métropolitain de Paris à ne pas être confiée « d'office » à la RATP, s'inscrivant ainsi dans l'ouverture à la concurrence des transports en commun en Île-de-France. Le contrat d'exploitation et de maintenance fait l'objet d'un appel d'offres public conduit par Île-de-France Mobilités (IDFM). En juin 2020, IDFM précise que ce contrat comprendra les missions suivantes : l'exploitation du service ferroviaire, la commercialisation des titres de transport, la maintenance du matériel roulant, la lutte contre la fraude et, sous réserve d'une modification législative en ce sens, la valorisation des gares (commerces et publicité). Un contrat commun avec un seul opérateur sera établi pour les lignes 16 et 17. Sa durée sera de huit ans dont deux ans de pré-exploitation préalable à la mise en service commerciale de la ligne.
Le 30 mai 2023, Île-de-France Mobilités attribue lors de son conseil d'administration l'exploitation de la ligne 17 à Keolis pour une durée de sept années, plus trois en option. L'entreprise franco-québécoise se voit également attribuer l'exploitation de la ligne 16 et la gestion de la station Saint-Denis Pleyel,.

### Matériel roulant
La ligne devrait être exploitée avec un matériel semblable à celui des lignes 15 et 16. Il aura une largeur de 2,80 m et une longueur de 54 mètres, soit trois voitures. Les rames seront intégralement automatiques et alimentées par caténaire. Leur capacité sera de 500 voyageurs environ, les prévisions de trafic ne justifiant pas un métro de grande capacité. En 2018, la Société du Grand Paris signe avec Alstom un contrat pour la fourniture de 50 trains ayant pour nom de projet MR3V pour équiper les lignes 16 et 17,.

## Tourisme
Tout en connectant de grands bassins d'emploi et de population, la ligne 17 devrait desservir de nombreux équipements majeurs d'Île-de-France.
Parmi les principaux lieux, d'ouest en est, on peut citer :
- le quartier du Carrefour Pleyel et le Stade de France, également partie intégrante de la candidature de Paris pour l'organisation des Jeux olympiques d'été de 2024 ;
- l'aéroport de Paris-Le Bourget, premier aérodrome d'affaires d'Europe[40] ;
- le musée de l'Air et de l'Espace ;
- le parc des expositions de Paris-Nord Villepinte ;
- l'aéroport de Paris-Charles-de-Gaulle.

Abandonné en novembre 2019, le projet de complexe regroupant des loisirs dont un parc à thèmes dit EuropaCity devait être desservi par cette ligne.